# Vår Frelsers gravlund
Vår Frelsers gravlund (Hřbitov našeho Spasitele) je hřbitov v centru Osla v Norsku. Byl založen v roce 1808, kdy v průběhu napoleonských válek vypukl velký hladomor a také epidemie cholery. V roce 1911 byl rozšířen, zaplněn byl v roce 1952 a od té doby je pohřbívání dovoleno jen do již existujících hrobů. Už v 19. století byl hřbitovem velkoburžoazie a vyšších společenských vrstev. Jsou zde hroby mnohých významných osobností nedávné norské historie. Skládá se z pěti částí, jedna z nich se nazývá Æreslunden (čestný háj).

## Čestný háj
- Bjørnstjerne Bjørnson, básník

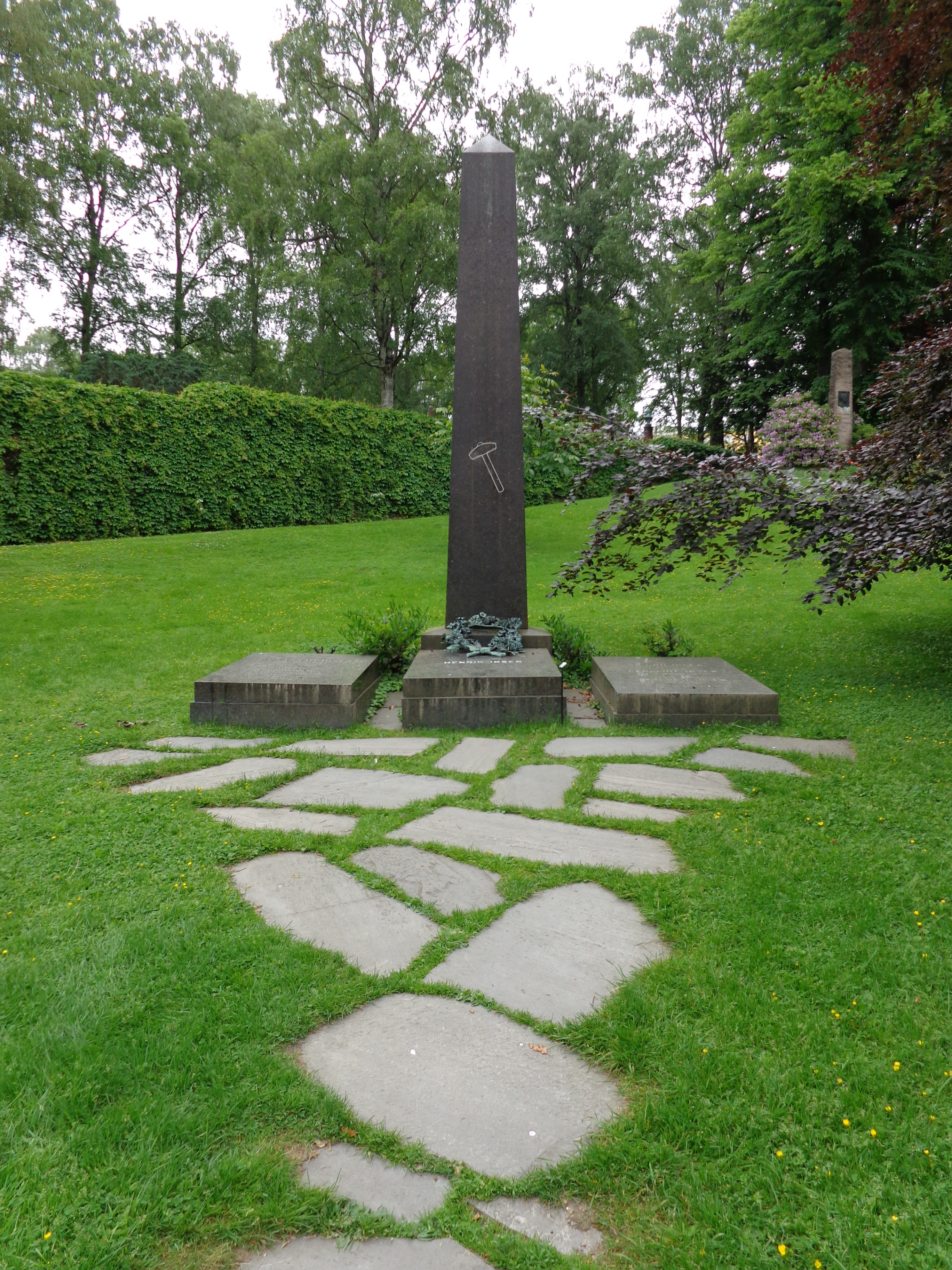
Hrob Henrika Ibsena

- Karoline Johanne Elisabeth Bjørnson
- Bjørn Bjørnson, herec
- Olaf Bull, básník
- Niels Christian Ditleff, diplomat
- Johanne Dybwad, herečka
- Klaus Egge, skladatel
- Thomas Fearnley, malíř
- Hans Fredrik Gude, malíř
- Johan Halvorsen, skladatel
- Carl Joachim Hambro, politik
- Kirsten Hansteen, politik
- Axel Heiberg, obchodník
- Sigurd Hoel, spisovatel
- Henrik Ibsen, spisovatel
- Suzannah Ibsen
- Sigurd Ibsen, politik
- Bergliot Ibsen, zpěvák
- Tancred Ibsen, režisér
- Lillebil Ibsen, herec
- Ludvig Paul Irgens Jensen, skladatel
- Christian Krohg, malíř a spisovatel
- Oda Krohg, malířka
- Thorvald Lammers, skladatel a dirigent
- Jørgen Gunnarsson Løvland, politik
- Edvard Munch, malíř
- Rikard Nordraak, skladatel norské hymny
- Kaja Andrea Karoline Eide Norena, operní pěvkyně
- Alf Prøysen, básník
- Johan Severin Svendsen, skladatel
- Johan Sverdrup, politik
- Marcus Thrane, socialista
- Erik Theodor Werenskiold, umělec
- Gisken Wildenvey, spisovatelka
- Herman Wildenvey, básník
- Arnulf Øverland, spisovatel

## Západní část
- Ole Jacob Broch, politik a vědec
- Waldemar Christopher Brøgger, geolog
- Olaf Wilhelm Erichsen, novinář
- Wilhelm Christian Keilhau Fabritius, tiskař
- Henrik Groth, nakladatel
- Laura Sofie Coucheron Gundersen, herečka
- Conrad Christian Parnemann Langaard, továrník
- Marius Sophus Lie, matematik
- Thorvald Meyer, obchodník
- Agnes Mowinckel, herečka
- Peter Møller, lékárník
- Carl Abraham Pihl, železniční pionýr
- Johannes Vilhelm Christian Steen, politik
- Jan Peder Syse, politik
- Oscar Fredrik Torp, politik
- Jacob Ulrich Holfeldt Tostrup, zlatník
- Johan Sebastian Cammermeyer Welhaven, básník

## Jižní část
- Ivar Andreas Aasen, položil základy nynorsk, spisovné varianty norštiny
- Christian Birch-Reichenwald, politik
- Henrik Anker Bjerregaard, právník a spisovatel
- Elias Blix, básník
- Ragnvald Blix, karikaturista
- Matthias Numsen Blytt (1789–1862), botanik
- Jens Kristian Meinich Bratlie, důstojník a politik
- Christopher Arnt Bruun, farář
- Johan Collett, politik
- Johan Gottfried Conradi, skladatel a dirigent
- Fritz Heinrich Frølich, obchodník
- Christian Henrik Grosch, architekt
- Hans Abel Hielm, redaktor
- Jonas Anton Hielm, politik
- Kristofer Marius Hægstad (1850–1927), jazykový vědec
- Gisle Christian Johnson, teolog
- Jakob Rudolf Keyser, historik
- Halfdan Kjerulf, Komponist
- Gina Sverdrup Krog, redaktorka
- Christian Krohg, politik
- Per Lasson Krohg, malíř
- Peter Motzfeldt, důstojník
- Peter Andreas Munch, spisovatel
- Christopher Frimann Omsen, právník
- Jens Rathke, zoolog
- Marcus Gjøe Rosenkrantz, politik
- Johan Ernst Welhaven Sars, historik
- Georg Ossian Sars, zoolog
- Michael Sars, zoolog
- Christian Schibsted, nakladatel

## Východní část
- Theodor Frederik Scheel Abildgaard, politik
- Peter Christen Asbjørnsen, spisovatel
- Thomas Bennett, obchodník
- Harald Berg, průmyslník
- Vilhelm Bjerknes, meteorolog
- Otto Albert Blehr, politik
- Randi Marie Blehr, feministka
- Oskar Braaten, spisovatel
- Georg Andreas Bull, architekt
- Henrik Bull, architekt
- Jacobine Camilla Collett, spisovatelka
- Jonas Collett, politik
- Birger Eriksen, důstojník
- Carl Gustav Fleischer, důstojník
- Christian Fredrik Gotfried Friele, redaktor a politik
- Knud Graah, továrník
- Agathe Ursula Backer Grøndahl, skladatelka
- Thomas Johannessen Heftye, obchodník
- Ludvig Peter Karsten, malíř
- Ludvig Mathias Lindeman, varhaník
- Ole Olsen, skladatel
- Anton Martin Schweigaard, politik
- Christian Homann Schweigaard, politik
- Christian August Selmer, politik
- Johan Peter Selmer, skladatel
- Mathias Severin Berntsen Skeibrok, sochař
- Adolf Bredo Stabell, Bankier, politik
- Hans Georg Jacob Stang, důstojník
- Peter Severin Steenstrup, podnikatel
- Rasmus Olai Steinsvik, redaktor
- Andreas Friedrich Wilhelm von Hanno, architekt
- Henrik Wergeland, spisovatel
- Hans Jacob Aall, ředitel muzea

## Severní část
- Harriet Backer, malířka
- Eivind Josef Berggrav, biskup
- Brynjulf Bergslien, sochař
- Knud Bergslien, malíř
- Michael Birkeland, politik
- Alf Bjercke, podnikatel
- Peder Bjørnson, farář
- Kristine Elisabeth Heuch Bonnevie, zooložka
- Elseus Sophus Bugge, filolog
- Francis Bull, literární historik
- Lorents Henrik Segelcke Dietrichson, historik umění
- Frederik Gottschalck Haxthausen Due, politik
- Henrik Adam Due, houslista
- Mary Barratt Due, pianista
- Olaus Johannes Amundsen Fjørtoft, redaktor
- Georg Ludvig Andreas Frølich, obchodník
- George Francis Hagerup, politik
- Kitty Lange Kielland, malířka
- Thomas Konow, důstojník
- Borghild Bryhn Brunelli Langaard, operní pěvec
- Nicolay Nicolaysen, archeolog
- Ragna Vilhelmine Nielsen, pedagožka
- Erika Røring Møinichen Nissen, pianista
- Hans Arnt Hartvig Paulsen («Køla-Pålsen»), velkoobchodník
- Hieronymus Arnoldus Reimers, herec
- Johanne Regine Reimers, herečka
- Petra Sophie Alette Christine Reimers, herečka
- Anna Georgine Rogstad, politička
- Anna Cathrine Sethne, pedagožka
- Harald Oskar Sohlberg, malíř
- Eyolf Soot, malíř
- Emil Stang, politik
- Frederik Stang, politik
- Johan Cordt Harmens Storjohann, farář
- Carl Struve, herec
- Johan Grundt Tanum, nakladatel
- Sverre Udnæs, režisér
- Ingvald Martin Undset, archeolog
- Elisabeth Welhaven, spisovatel
- Wilhelm Andreas Wexels, teolog